# Der Weg zu den Sternen
Der Weg zu den Sternen (russisch Дорога к звёздам, transkribiert Doroga k swjosdam) ist ein sowjetischer Science-Fiction-Dokumentarspielfilm von 1957, der wegen seiner brillanten Tricktechnik international Beachtung fand. Die deutsche Synchronisation stammt vom DEFA-Studio für Synchronisation.

## Handlung
Der Film besteht aus einer Montage von Spielszenen, in denen das Leben von Konstantin Ziolkowski und seine Bemühungen für die Raumfahrt inszeniert wurden, sowie Trickszenen, in denen Visionen der Raumfahrt dargestellt werden, wie z. B. der erste Flug eines Menschen im Weltraum und der erste Flug zum Mond.

## Hintergründe
Die DEFA-Synchronfassung entstand nach einem Buch von Heinz Nitzsche unter der Regie von Thomas Ruttmann. Die deutschen Sprecher waren Horst Schön und Rainer R. Lange. 2010 wurde der Film von Icestorm Entertainment auf DVD ediert.